# 創科實業
創科實業有限公司（英語：TECHTRONIC INDUSTRIES CO. LTD.，港交所：669）(OTCQX: TTNDY, TTNDF)，是一家主要從事電動工具產品業務的投資控股公司，於香港交易所上市。業務包括製造及貿易再充電式電動工具、配件、手動工具、戶外園藝工具及地板護理產品，爲DIY用家、專業人士及工業用家提供家居裝修、維修、保養、建造業及基建業解決方案。
Horst Julius Pudwill及鍾志平 GBS BBS JP 於1985年創辦創科實業。公司旗下品牌包括Milwaukee、AEG、Ryobi、Homelite、Empire、Stiletto、Hoover US、Hart、Oreck、Vax及Dirt Devil。於2024年，全球銷售總額達146億美元，二零二四年的員工人數逾46,000人。

## 歷史
TTI 於 1985 年由 Horst Julius Pudwill 和鍾志平教授在香港創立。TTI 最初是海外品牌的原始設備製造商。1987 年，Sears 與 TTI 合作生產了 Craftsman 品牌的充電式電動工具。TTI 在開始為 Bissell 品牌生產充電式手持式真空吸塵器時進入了地板護理行業。1990年，TTI通過首次公開招股的方式在香港聯交所上市，股票代碼0669。TTI 在美國股票市場的股票代碼為 TTNDY。
TTI 的收入從 1990 年的 6266 萬美元增長到 2001 年的 7.786 億美元。從 2010 年到 2019 年，TTI 的銷售額以 10% 的複合年增長率增長。TTI 於 2019 年 3 月 11 日被列為基凖恆生指數的成分股。列入名單的公司“構成了該市股票市場總市值的前 90 個百分點”。TTI 報告的 2023年收入為 137億美元。

## 連結
- 創科實業有限公司 （页面存档备份，存于）

1. ↑  . Forbes.   [2018-10-29]. （原始内容存档于2020-09-06） （英语）.
2. ↑  . VTC.   [2020-06-24]. （原始内容存档于2020-06-26）.
3. 1 2   (PDF). TTI Group.
4. ↑  . 2021-08-11  [2021-08-12]. （原始内容存档于2021-08-12）.